# Leche de camella

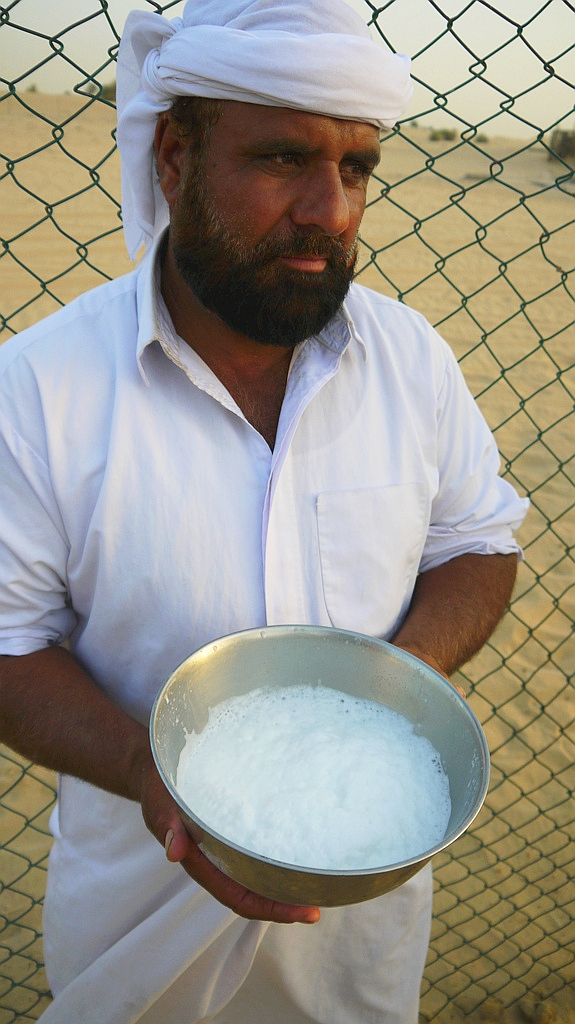
Productor de leche de camella en Dubái. La leche de camella es un producto importante en la gastronomía emiratí.

La leche de camella es un producto lácteo obtenida del camello (Camelus bactrianus), o también del dromedario (Camelus dromedarius), y consumida en ciertos países africanos y árabes. Durante milenios ha sido un alimento esencial para las culturas nómadas como los beduinos, que domesticaron a los camellos para el transporte. En los periodos de viaje por el desierto, la leche de camello supone uno de los pocos sustentos nutricionales para los nómadas. En la actualidad, la industria de leche de camello ha crecido en Australia y los Estados Unidos como una alternativa ecológica a la producción de leche de vaca, pues la especie de camello está mejor adaptada a las regiones áridas que la vaca.
La leche de camella tiene diferentes características nutricionales en comparación con la leche de vaca, pero las proporciones de nutrientes pueden ser muy variables en función de un conjunto de factores, incluidos el tipo y la edad de la camella, el clima, lo que come y el método de ordeño.

## Historia
Las tribus nómadas del desierto usan leche de camella, que fácilmente se convierte en yogur, como alimento básico, y pueden vivir hasta un mes solo nutriéndose de leche de camella.

## Producción
| Producción de leche de camello en 2017 (entera, fresca) | Producción de leche de camello en 2017 (entera, fresca) |
| País                                                    | Toneladas                                               |
| ------------------------------------------------------- | ------------------------------------------------------- |
| Somalia                                                 | 953.673                                                 |
| Kenia                                                   | 876.224                                                 |
| Mali                                                    | 300.000                                                 |
| Etiopía                                                 | 171.706                                                 |
| Arabia Saudita                                          | 134.266                                                 |
| Níger                                                   | 107.745                                                 |
| mundial                                                 | 2.852.213                                               |
| Fuente: FAOSTAT de las Naciones Unidas                  |                                                         |

En 2017, la producción mundial de leche entera y fresca de camella fue de 2,85 millones de toneladas, liderada por Somalia y Kenia, con el 64% del total mundial (véase la tabla). Malí y Etiopía fueron otros productores importantes.

### Australia
Después de ser introducida en Australia en la década de 1840 para ayudar con la exploración y el comercio en el árido interior continental antes de ser superada por las comunicaciones modernas y los métodos de transporte, la población de camellos salvajes ha crecido hasta superar los 1,2 millones, la mayor del mundo. Las primeras lecherías de camellas de Australia abrieron en 2014, y el número ha estado creciendo desde entonces, con una demanda que crece tanto a nivel local como internacional. En 2016, el gobierno australiano informó de que «se espera que los cinco años hasta 2021 vean un aumento importante en la producción de leche de camella australiana». La producción ha crecido de 50.000 litros (11.000 imp gal) de leche de camello en 2016 a 180.000 litros (40.000 imp gal) por año en 2019. Una granja ha crecido de tres camellos salvajes en 2014 a más de 300 en 2019, y exporta principalmente a Singapur, con envíos de productos frescos y en polvo listos para comenzar a Tailandia y Malasia.
Un litro de leche de camella pasteurizada se vende por aproximadamente 15 dólares australianos (equivalentes a 230 pesos mexicanos, 10 dólares estadounidenses, 38 200 pesos colombianos, 32 soles peruanos, 623 pesos argentinos o 9 euros) en Australia, que es aproximadamente doce veces más caro que la leche de vaca. Hay una lechería orgánica certificada comercial de leche de camella.

### Estados Unidos
A partir de 2014, los Estados Unidos tenían una población importada de 5.000 camellos. El costo de producir leche de camella es considerablemente más alto que el de producir leche de vaca. En los Estados Unidos, los camellos hembra son muy raros; maduran lentamente y pueden criarse de manera segura solo después de los cuatro años. Su período de gestación de trece meses debe concluir en un nacimiento vivo seguido de amamantamiento, de lo contrario, el camello hembra dejará de producir leche. A diferencia de una vaca lechera que se separa de su ternero cuando nace y luego le da leche durante seis a nueve meses, una camella puede compartir su leche con el granjero y su ternero durante 12-18 meses.

## Rendimiento lácteo y valor nutricional
Tanto el rendimiento de la leche como la composición nutricional de la leche de camella se ven afectados por muchos factores, que incluyen «cantidad y calidad del forraje, frecuencia de riego, clima, edad reproductiva, paridad, frecuencia de ordeño, lactancia de terneros, método de ordeño (manual o mecánico), salud, y estado reproductivo».

### Cosechas
Las camellas paquistaníes y afganas producen los mayores rendimientos de leche, hasta 30 litros por día. El camello bactriano produce 5 l por día y el dromedario produce un promedio de 20 l por día. La cría intensiva de vacas ha creado animales que pueden producir 40 l por día en condiciones ideales. Los camellos, con su capacidad de pasar 21 días sin beber agua y producir leche incluso cuando se alimentan de forraje de baja calidad, son una opción sostenible para la seguridad alimentaria en entornos difíciles. 

### Valor nutritivo
Según la Administración de Alimentos y Medicamentos de los Estados Unidos (FDA), la leche de camella contiene 3% de grasa. Sin embargo, se informa en la literatura de que la proporción de grasa en la leche varía de un país a otro y de una región a otra, y también depende de la dieta, el nivel de hidratación del animal y el tipo de camello. En un informe detallado publicado por la Organización de las Naciones Unidas para la Agricultura y la Alimentación en 1982, una tabla muestra el contenido de grasa que varía desde un 1,1% (en zonas áridas de Israel) hasta un 5,5% (Etiopía). Una revisión sistemática de 2015 informa que el contenido de grasa de la leche con dromedario está entre 1.2% y 6.4%.
Los productores de camellos pueden proporcionar cierto grado de control sobre los factores que afectan el contenido nutricional de la leche producida por sus camellas. Los productores de leche de camella en Australia afirman que sus productos tienen menos grasa y menos lactosa que la leche de vaca.

## Productos de leche de camella

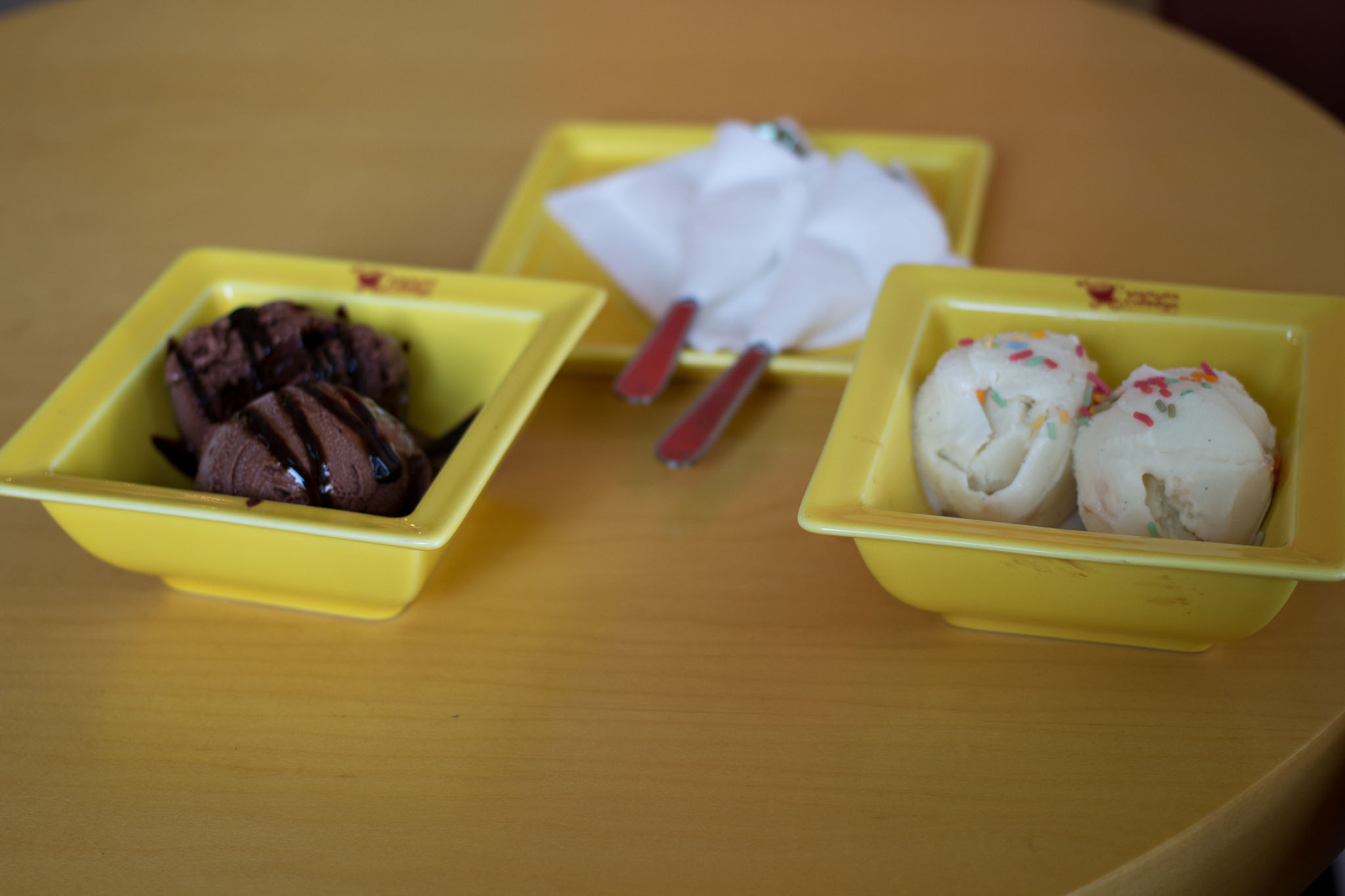
Helado de crema de leche de camella.

La leche de camella se puede convertir fácilmente en yogur, pero solo se puede convertir en mantequilla si se corta primero (agriar la leche), se bate y luego se agrega un agente clarificante.
El queso de la leche de camella es más difícil de hacer que el queso de la leche de otros animales. En las comunidades de pastoreo de camellos, los quesos de leche de camella usan fermentación espontánea o fermentación láctica para lograr una cuajada agria; En las granjas de camellos en Sudán, la tribu Rashaida utiliza este método para almacenar el excedente de leche en la estación lluviosa, pulverizando las cuajadas secas y agregando agua para el consumo en la estación seca, y en Mongolia, la leche de camella se consume como un producto en varias etapas del proceso de elaboración de la cuajada. Sin embargo, la leche no se coagula fácilmente y el cuajo bovino no puede coagular la leche de manera efectiva. Desarrollando usos menos derrochadores de la leche, la FAO encargó al Profesor J.P. Ramet de la École Nationale Supérieure d'Agronomie et des Industries Alimentaires (ENSAIA), que pudo producir cuajo mediante la adición de fosfato de calcio y cuajo vegetal en la década de 1990. El queso producido a partir de este proceso tiene bajos niveles de colesterol y es fácil de digerir, incluso para los intolerantes a la lactosa. El queso de estilo europeo, comercializado con el nombre de Caravane, fue creado a través de la colaboración entre la leche de camella mauritana, Tiviski, la FAO y Ramet. Se afirma que es el único queso de leche de camella en el mundo.
Con leche de camella también se puede preparar helado.

## Lectura complementaria
- The Technology of Making Cheese from Camel Milk (Camelus dromedarius) Animal Production and Health Paper Issued by FAO, United Nations. (2001)
- Camels and Camel Milk Report Issued by FAO, United Nations. (1982)

- Datos: Q623636
- Multimedia: Camel milk / Q623636